# 卡萊爾島
卡萊爾島是美國的島嶼，位於太平洋海域，屬於四山群島的一部分，由阿拉斯加州負責管轄，長6.5公里、寬6.5公里，最高點海拔高度1,610米，島上無人居住。

## 外部連結
- Aleutian Islands - Carlisle Island（页面存档备份，存于）

52°53′43″N 170°03′09″W / 52.89528°N 170.05250°W